# East Fayu
Fayu del Este o Fayu Oriental (en inglés: East Fayu) es una isla deshabitada en el estado de Chuuk, Estados Federados de Micronesia. Se encuentra a 36 km al oeste del atolón de Nomwin y 104 km al norte de Chuuk.
Para distinguir esta isla de West Fayu (Piagailoe, Fayu del Oeste o Fayu Occidental) en el estado de Yap, situado a unos 500 kilómetros al oeste, esta isla es también conocido como East Fayu (Fayu del Este o Fayu Oriental).
La isla tiene unos 2,7 kilómetros de largo y 1,4 kilómetros en su más amplio lugar. Tiene una superficie de 2,5 km². La isla se compone de un arrecife con una laguna muy poco profunda en él. Hay dos islas en el medio colocadas muy juntas, con una superficie total de aproximadamente 40 hectáreas.